# Seongbuk-dong
Seongbuk-dong là một dong, phường của Seongbuk-gu ở Seoul, Hàn Quốc.

## Liên kết
1. 1 2  "성북동 (Seongbuk-dong 城北洞)" (bằng tiếng Hàn). Doosan Encyclopedia. Truy cập ngày 22 tháng 4 năm 2008.

- (tiếng Anh) Trang chính thức Seongbuk-gu Lưu trữ ngày 7 tháng 8 năm 2009 tại Wayback Machine
- Bản đồ của Seongbuk-gu[liên kết hỏng]
- (tiếng Hàn) Trang chính thức Seongbuk-gu
- (tiếng Hàn) Trung tâm dân cư Seongbuk-gu Lưu trữ ngày 6 tháng 2 năm 2012 tại archive.today
- (tiếng Hàn) Văn phòng dân cư Seongbuk-dong Lưu trữ ngày 2 tháng 3 năm 2004 tại archive.today